# Museu Frederic Marès
El Museu Frederic Marès es troba a l'antic Palau Reial Major de Barcelona. Allotja la col·lecció donada a la ciutat per l'escultor Frederic Marès i Deulovol (Portbou 1893 - Barcelona 1991).

## Història
La idea del museu va néixer el 1944, quan Marès va realitzar una exposició de gran part de la seva col·lecció a la seu de l'actual Arxiu Històric de la Ciutat de Barcelona. La mostra incloïa diversos objectes com alguns llibres incunables o mostres d'escultures medievals. Marès va prometre llavors donar la seva col·lecció a la ciutat. En aquell moment, Frederic Marès tenia cinquanta-un anys. El 1946 es va inaugurar la primera seu del museu, instal·lat al primer pis d'un edifici del carrer dels Comtes de Barcelona que havia format part del Palau Reial Major, i el 1948 va ser inaugurat de forma oficial, amb només quatre sales.
Marès no va abandonar mai la seva passió pel col·leccionisme i el museu fou ampliat amb noves sales fins al 1970, quan ja no es podia engrandir més per manca d'espai. Aleshores, Marès inicià una política descentralitzadora, fent donacions a altres museus com el Museu de l'Empordà de Figueres, el Museu d'Història de Sabadell i el de la Reial Acadèmia de Belles Arts de Sant Ferran, i també impulsà la  creació de nous centres museogràfics, com el Museu Frederic Marès de Montblanc, el Museu d'Arenys de Mar i el Museu del Llibre Frederic Marès, a la Biblioteca de Catalunya.
El 1997, el museu va elaborar un projecte museogràfic per a adequar-lo a les necessitats del segle xxi. Les obres de la primera fase, que afectaren la planta baixa destinada a l'escultura i comportaren l'obertura d'una nova sala d'exposicions temporals, foren inaugurardes l'abril del 1999. Durant la segona fase, finalitzada el 2001, es va remodelar la sala d'escultura en pedra situada a la planta subterrània. A la tercera fase, finalitzada el 2011, es remodelà la planta primera tot completant la presentació de les col·leccions d'escultura i els principals elements arquitectònics de connexió entre les diferents plantes del.

## El verger
S'hi accedeix des de la plaça de Sant Iu, al costat de la catedral, passant pel verger del Palau Reial Major. És un pati envoltat de porxos i plantat de tarongers, i al bell mig hi raja un brollador, on el dia de Corpus se celebra la tradicional festa de L'ou com balla. La instal·lació d'un servei de Wi-Fi dona als ciutadans accés a Internet de franc. Durant el bon temps s'hi ofereix també el servei del Cafè d'estiu.

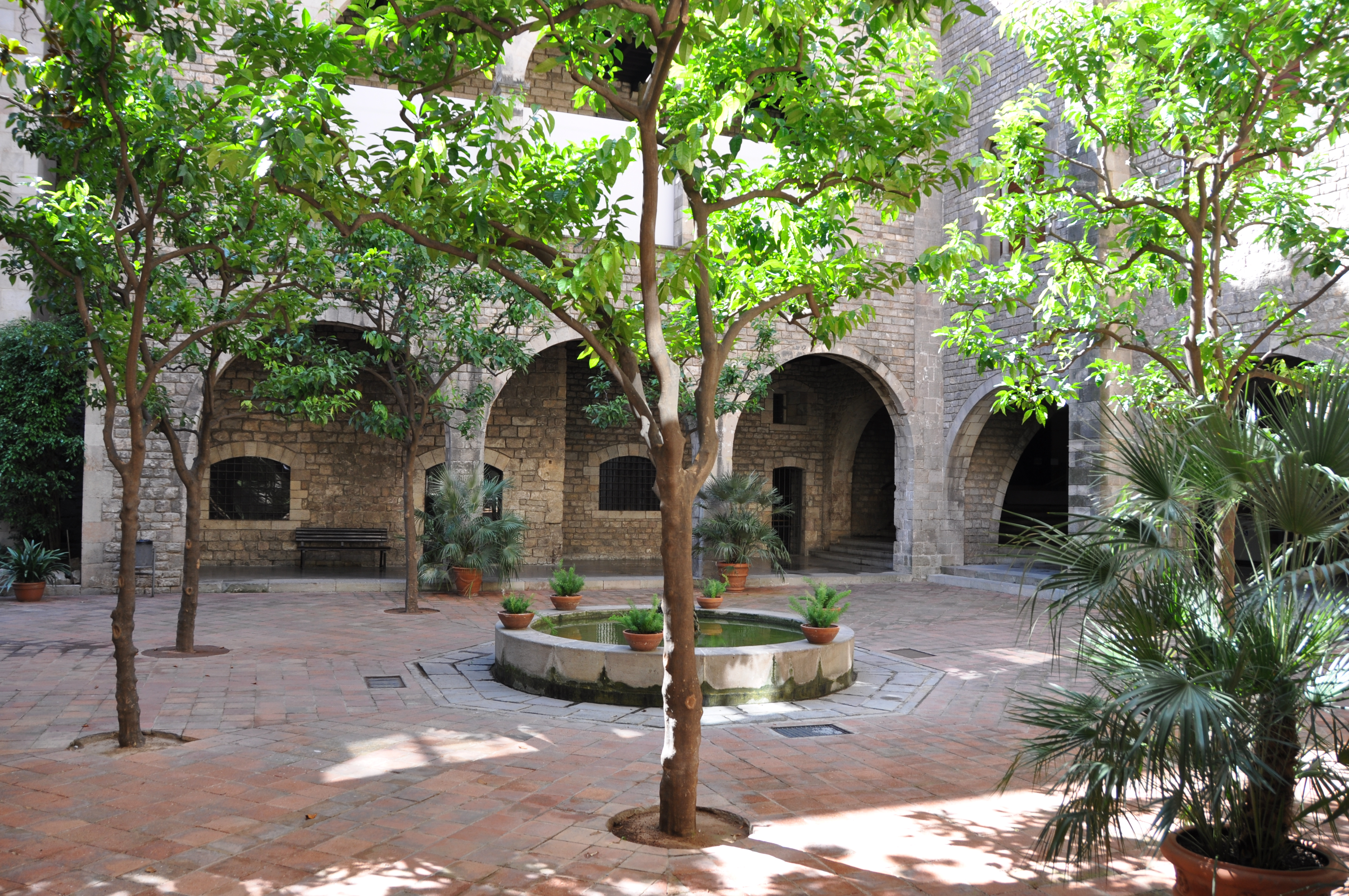
El verger

## Col·lecció

### Escultura

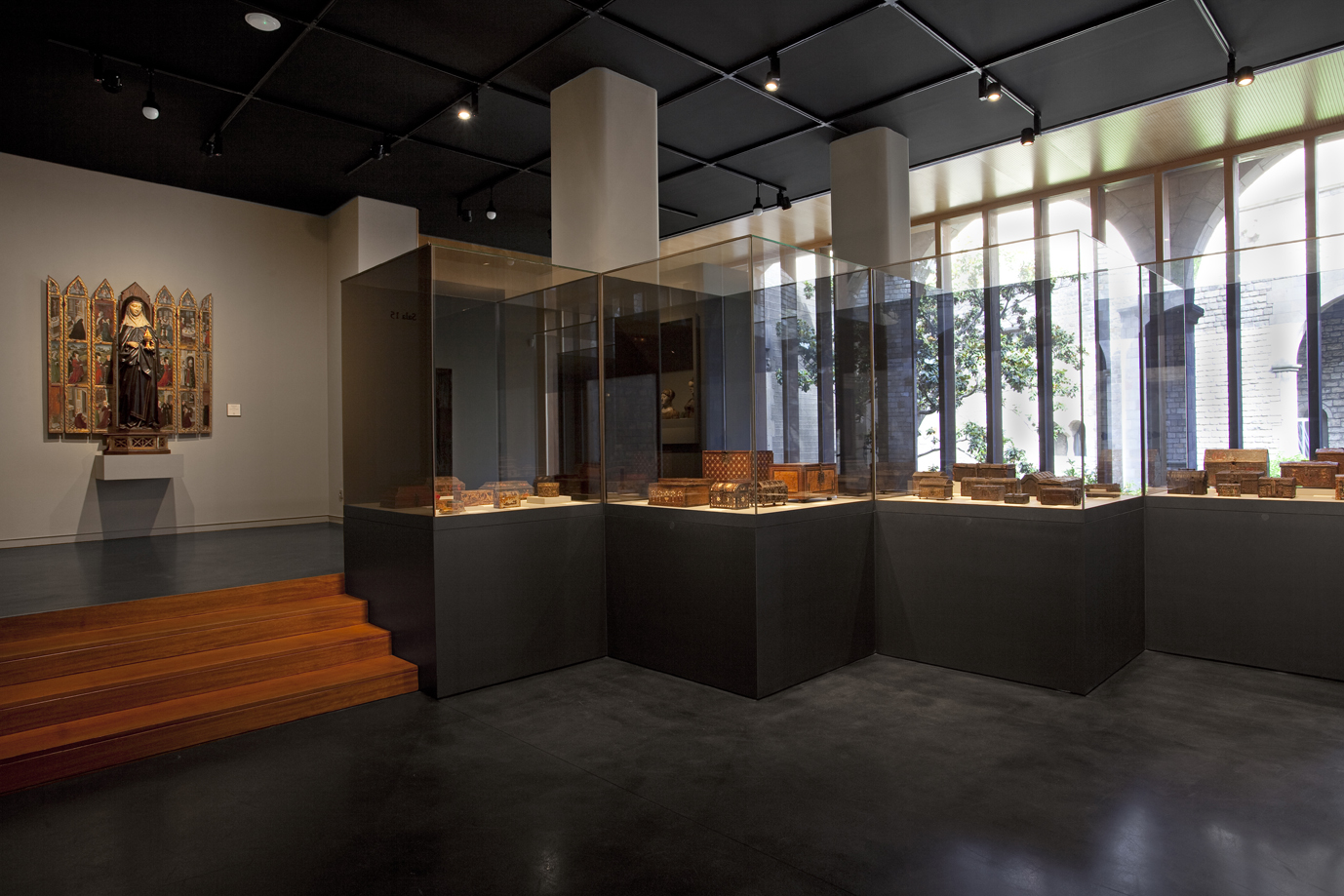
Sala 15. Escultura

Frederic Marès va convertir l'escultura en alguna cosa més que la seva vocació artística. Al llarg de la seva vida va reunir un extensa col·lecció d'escultures, composta per obres que van des de l'època antiga fins a finals del segle xix, en la que predomina la talla policromada. En l'actualitat (dades de setembre de 2019), la col·lecció escultòrica està dividida en set àmbits museístics repartits entre les plantes baixa, primera i subterrània del Museu: Món antic (segles V aC-IV dC); Romànic (segles xi-xiii); Gòtic (segles xiii-xiv); Gótic (segle xv); Renaixement (segle xvi); Barroc (segles XVII-XVIII) i Segle XIX. Catalunya.
La secció d'escultura es complementa amb altres col·leccions: pintura, teixit i indumentària, orfebreria i moble.

#### Món antic (seglesvaC-ivdC)
La primera sala del museu està dedicada al món antic. Es poden veure diferents treballs escultòrics: retrats, torsos, escultures de cos sencer i un grup format per dues figures femenines o nimfes, així com el frontal d'un sarcòfag romà tarda, conegut amb el nom de Sarcòfag de Layos. Una sèrie de col·leccions diverses mostren les cultures de la Mediterrània entre el segle v aC i el iv dC: exvots ibèrics de bronze, terracotes hel·lenístiques i romanes, lluernes o llànties d'oli, figuretes de divinitats i objectes d'ús domèstic de bronze i fragments d'aplics d'os decorats. Finalment, en el mateix àmbit s'exposen peces que cronològicament no corresponen a l'antiguitat, es tracta de rèpliques d'obres conegudes i models fets a l'estil clàssic, que seguint la tradició dels col·leccionistes privats des del Renaixement, s'exposen conjuntament amb les obres antigues.

#### Romànic (seglesxi-xii)
L'art romànic s'exposa de les sales 2 a la 5 i és present tant en obres de talla com en treballs de pedra. La producció més coneguda i abundant dels tallers romànics és la imatgeria en fusta policromada, que se centra en dos temes iconogràfics: les marededéus i els crucifixs. De les primeres, la major part són obres de tallers locals i en destaquen un nodrit grup de catalanes. Dels crucifixs, es mostren obres procedents de Catalunya i Castella, de dimensions i funcions diverses. Dins l'escultura en pedra, pren importància l'escultura monumental vinculada a l'arquitectura, que en gran part s'exposa a la sala 12. L'obra més rellevant és el relleu de marbre Aparició de Jesús als seus deixebles al mar, obra cabdal del Mestre de Cabestany procedent de la portalada del monestir de Sant Pere de Rodes (Girona).

#### Gòtic (seglesxiii-xiv)
La primera etapa del gòtic s'exhibeix de les sales 6 a la 13. L'escultura en talla millor representada al Museu és la vinculada a Castella i Lleó i La Rioja-Navarra, sobretot amb marededéus que estilísticament mostren encara un caràcter retardari. Progressivament es van introduint fórmules gòtiques que s'aprecien en la manera de representar d'una manera més humanitzada, les marededéus, els crucifix i els calvaris. El museu conserva obres d'escultors catalans com Aloi de Montbrai, Jaume Cascalls o Pere Moragues. D'aquest mateix període destaquen dues tipologies escultòriques presents a la col·lecció: les marededéus d'alabastre i els retaules de pedra.

#### Gòtic (seglexv)
Les obres gòtiques del segle xv es concentren a les sales 14, 15 i 17. Del panorama artístic hispànic d'aquest moment s'exhibeixen escultures hispanoflamenques, l'estil propi arrelat a Castella a partir de la influència directa de l'art flamenc. Destaca també el nombrós grup d'escultures atribuïdes a Alejo de Vahía, mestre forà instal·lat a la Península, i al seu taller.
Els temes iconogràfics s'amplien amb imatges de culte isolades o que formaven part de retaules, a grups escultòrics com les pietats o les Santes Generacions, i a bustos reliquiaris, la cronologia dels quals sobrepassa la pròpiament gòtica. Completen aquest àmbit un conjunt d'obres adscrites a les escoles estrangeres, com els relleus d'alabastre anglesos, o les obres importades d'Alemanya o els Països Baixos.

#### Renaixement (seglexvi)

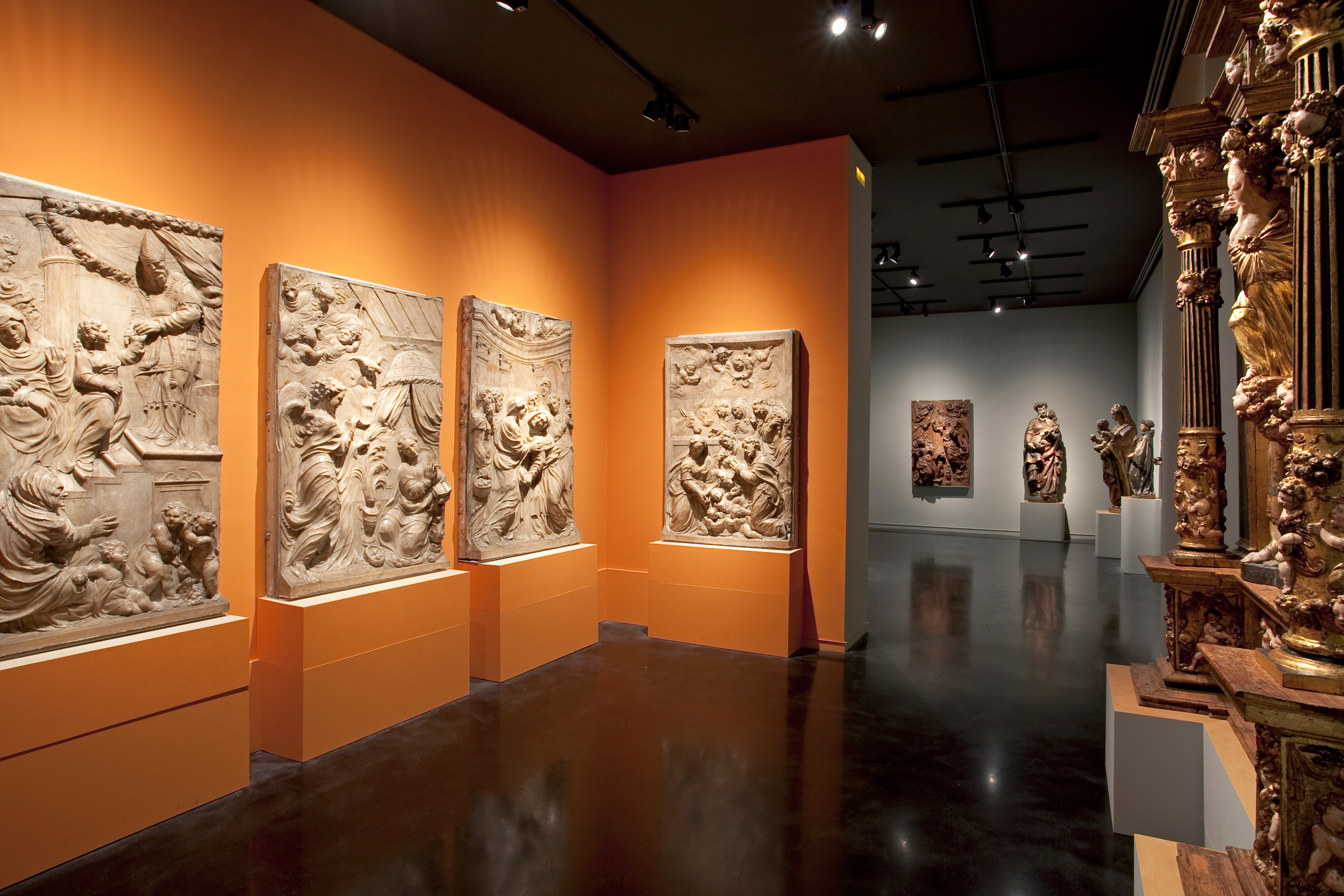
Sala 22. Escultura

L'escultura renaixentista, el període artístic més ben representat de la col·lecció, s'exposa des de la sala 18 a la 24. A banda d'unes primeres obres que es podrien definir com a goticorenaixentistes, s'exposen obres amb una nova estètica que arriba a la Península a través d'artistes italians o mestres espanyols formats a Itàlia, o obres importades d'aquell país. El Museu compta amb una bona representació dels principals centres hispànics del segle xvi i dels artistes més destacats: Burgos (Felipe Vigarny), Palència (Juan de Valmaseda, Manuel Álvarez), Lleó, Valladolid (Alonso Berruguete, Juan de Juni, Francisco Giralte, cercle de Gaspar Becerra, Esteban Jordán, Francisco Rincón), Toro (Juan de Montejo), la Rioja (Arnau de Brussel·les, Andrés de Araoz) i Navarra (cercle de Juan de Beauvés, cercle de Juan de Anchieta).

#### Barroc (seglesxvii-xviii)
L'escultura barroca del museu es concentra de la sala 25 a la 27. A l'inici del segle xvii l'escultura hispànica, i en particular els centres artístics de Castella i Lleó, evolucionen a partir de les propostes manieristes i romanistes cap al realisme barroc. A Valladolid, hi destaca un artista excepcional: Gregorio Fernández i a Toro dos escultors de gran nivell: Sebastián Ducete i Esteban de Rueda. Del nord peninsular s'exposa obra de Luis Fernández de la Vega (Astúries), Lope de Larrea (Àlaba) i Juan Vazcardo (Navarra). Andalusia ofereix un conjunt d'obres de gran qualitat, de les quals sobresurten les de Pedro de Mena, un dels escultors més prestigiosos a Espanya i Amèrica. El barroc del segle xviii troba al llarg de la costa mediterrànea els centres de producció més actius, com Múrcia (Francisco Salzillo), Alacant i Catalunya.

#### Seglexix. Catalunya
Frederic Marès, a l'hora de construir les col·leccions d'escultura vuitcenstista, se cenyí fonamentalment a Catalunya. A la sala 28 s'exposen, a mig camí entre els segles xviii i xix, imatges religioses de l'escultor i popular pessebrista Ramon Amadeu, juntament amb figures de pessebre napolitanes i catalanes. El neoclassicisme està ben representat amb obres dels escultors Damià Campeny i Antoni Solà. De mitjan segle xix, s'exhibeixen models de terracota d'escultures públiques i monumentals, obra dels germans Venanci i Agapit Vallmitjana. Completa aquest àmbit una selecció de medalles commemoratives, fonamentalment franceses i catalanes.

### Gabinet del col·leccionista

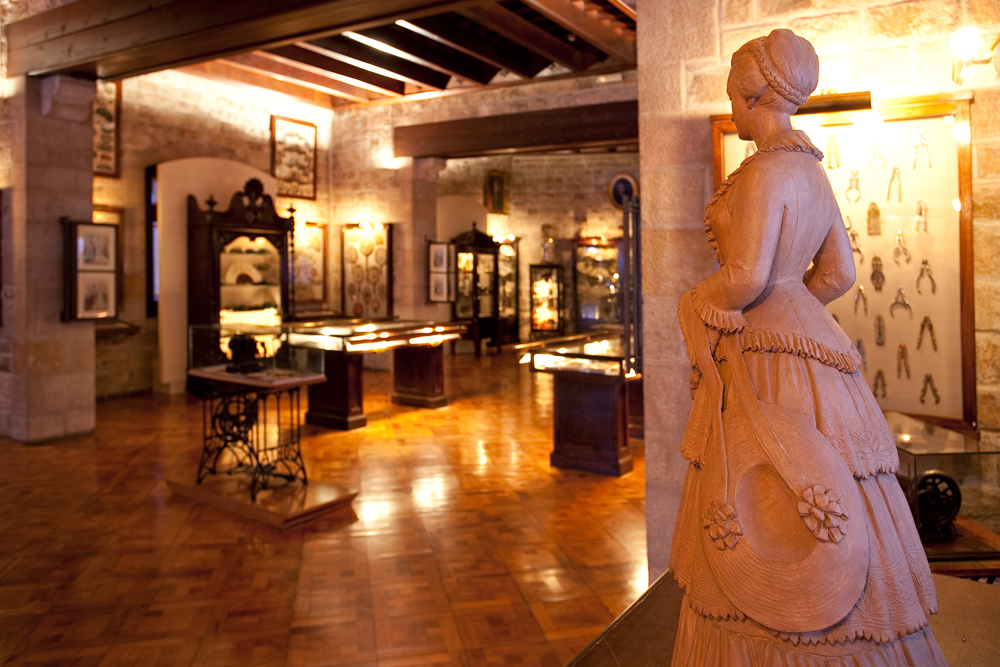
Sala Femenina.
Gabinet del Col·leccionista

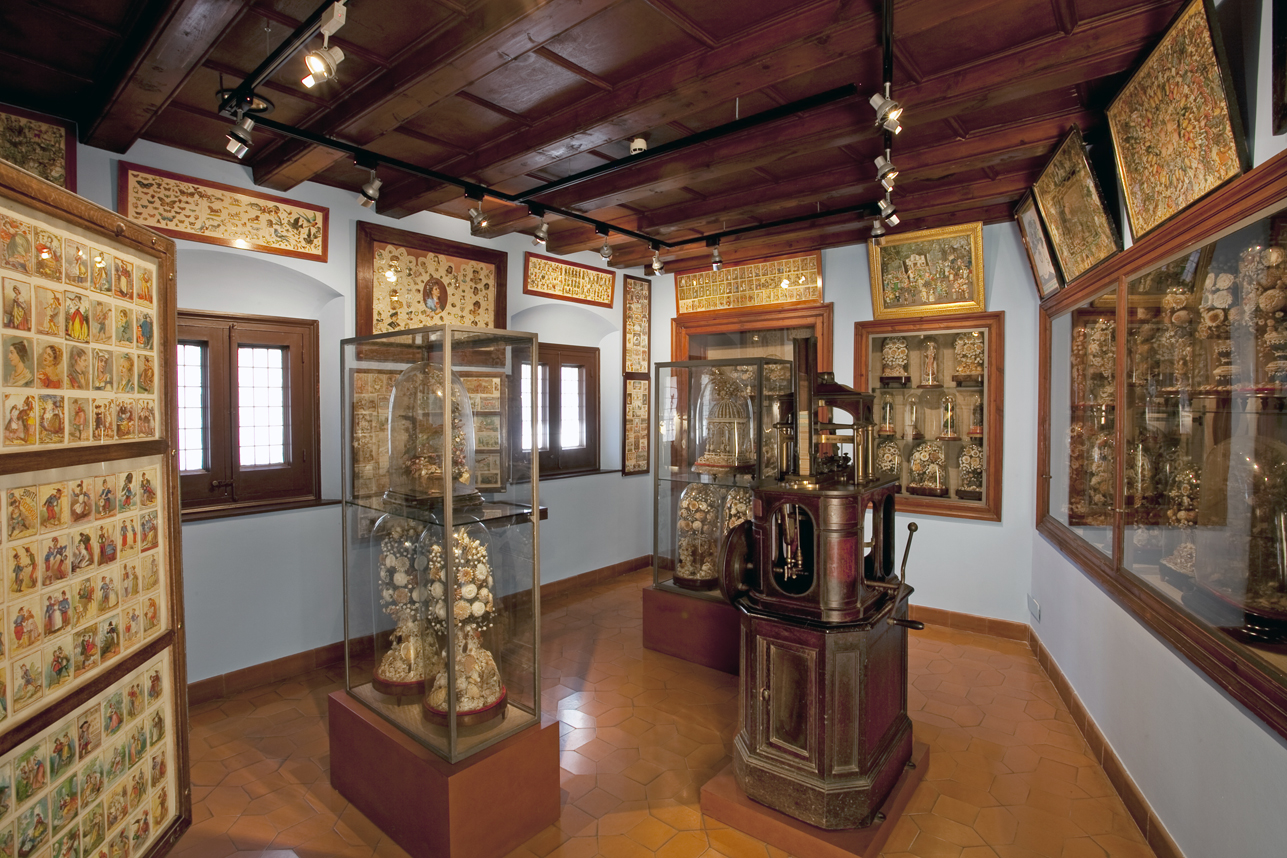
Sala de les floreres de closca.
Gabinet del Col·leccionista

A les sales que configuren l'anomenat Gabinet del col·leccionista s'exposen desenes de milers d'objectes de la vida quotidiana, fonamentalment del segle xix. Testimoni d'unes formes de vida i costums del passat: joguines, pipes, pintes, autòmats, ventalls, fotografies, reliquiaris, rellotges, pessebres...que, presentats dins d'una atmosfera intimista, evoquen l'univers particular de Marès.
Les 17 sales del Gabinet del col·leccionista estan situades a la segona i tercera planta del Museu i tal com indiquen els seus noms, alguns posats per Frederic Marès, són temàtiques, igual formen un conjunt en funció d'un tema, un fet o un costum.
Les sales dels treballs de forja mostren més de 1.400 peces de forja i treballs en metall: picaportes, claus, panys, tisores, claus de pany, treballs de passantia dels aspirants a mestres serrallers.
La sala de Montserrat, dedicada a la Verge de Montserrat, patrona de Catalunya, exhibeix pintures, escultures, relleus, plafons de marqueteria, goigs, medalles, que permeten veure l'evolució iconogràfica de la imatge.
La sala de les armes presenta una selecció de les que Frederic Marès va donar l'any 1962 a l'Ajuntament de Barcelona, arran de la creació del Museu Militar de Montjuïc, tancat des del 2009: ballestes, espingardes, arcabussos, pistoles, polvoreres, cascs, escuts, espases i dagues dels segles XVI al XIX.
La sala femenina, un dels espais més singulars del Gabinet, és un exponent de la dona burgesa del segle xix. S'hi exhibeixen complements femenins com: ventalls, bosses de mà, pintes i diademes, flascons de perfums, polseres, penjolls, arracades, porte-bouquet, labors de cabell, guants, mocadors de puntes...però també elements decoratius com ara gerros, litofanies, figuretes de porcellana, mesas revueltas, així com amulets, tisores d'escrivà o esmocadores.
A la sala del fumador, destaca una nombrosa col·lecció de pipes, cigarreres, caixes de rapè i tabac en brut, anells de cigars, llibrets de paper de fumar i capsetes de llumins.
A la sala de les floreres de closca s'hi exposa una curiosa col·lecció d'aquests objectes decoratius formats per una campana o globus de vidre a l'interior dels quals s'hi presentava una composició decorativa feta amb closques de petxines, cargols i potes i banyes de crustacis.
La sala de fotografia reuneix un conjunt de retrats en tècniques antigues: daguerreotips, ambrotips i ferrotips, imatges d'artistes catalans i vistes de Barcelona, targetes de visita i un conjunt de càmeres i d'accessoris fotogràfics.
La sala dels rellotges mostra exemplars domèstics de paret i de sobretaula: predominen els coneguts amb el nom de ratera, o els comtoise. També s'exposen rellotges singulars barcelonins: com el que presidia el Cafè de les Set Portes o la maquinària del rellotge de campanar de l'antic Hospital de la Santa Creu de Barcelona.
Les sales de la ceràmica i el vidre, en total cinc, presenten una gran diversitat de tipologies: aiguabeneiteres, pots de farmàcia, rajoles heràldiques o d'oficis, plafons devocionals, plats, pots de mel, escudelles, bols, etc. Les peces de ceràmica estan fetes de pisa policromada decorada en reflex metàl·lic, monòcrom, en verd o blau. Els principals centres productors són Manises, Paterna, Talavera de la Reina, Puente del Arzobispo, Barcelona, Muel i l'Alcora.
La sala de la fe acull una nombrosa col·lecció d'objectes litúrgics i devocionals: reliquiaris, escapularis, agnus dei, creus, objectes souvenir de Terra Santa, encensers, navetes, hisops, missals, floreres d'altar de llauna, veneres i plaquetes de confraries i congregacions, capses almoineres i capelletes d'aplegador, exvots pintats i de plata, pellofes, ornaments d'imatgeria religiosa, com corones, diademes i nimbes, entre molts d'altres.
La sala masculina té com a protagonista diverses col·leccions de complements d'indumentària masculina imprescindibles en certes classes socials, des de sivelles de sabata, chatelaines i claus de rellotges, botons, bastons, portamonedes i bosses d'avar, capsetes de rapè, així com lents, impertinents, monocles i binocles de teatre, entre d'altres.
A la sala de les diversions s'exposen les col·leccions relacionades amb l'oci i la diversió barcelonins del segle xix i principis del xx. El món de la joguina hi és present amb els soldadets de plom, els teatres de paper, els cavallets de cartró, els retallables, els cromos, les nines, els accessoris per a les cases de nines, les baldufes, les joguines de llauna i els autòmats, els jocs de taula i els jocs d'enginy. Del món de l'espectacle i la festa s'hi exhibeixen llibrets de drames musicals i òperes, fotografies i documents d'artistes, invitacions de balls populars, programes de Carnaval, entrades, programes i fotografies de toreig i circ. Vinculats al món de la música, cal destacar els gramòfons i les caixes de música mecànica, i al món de la imatge, les fotografies i visors estereoscòpics i objectes com el poliorama panòptic, el praxinoscopi, el zoòtrop o les llanternes màgiques.

### Estudi Biblioteca Frederic Marès

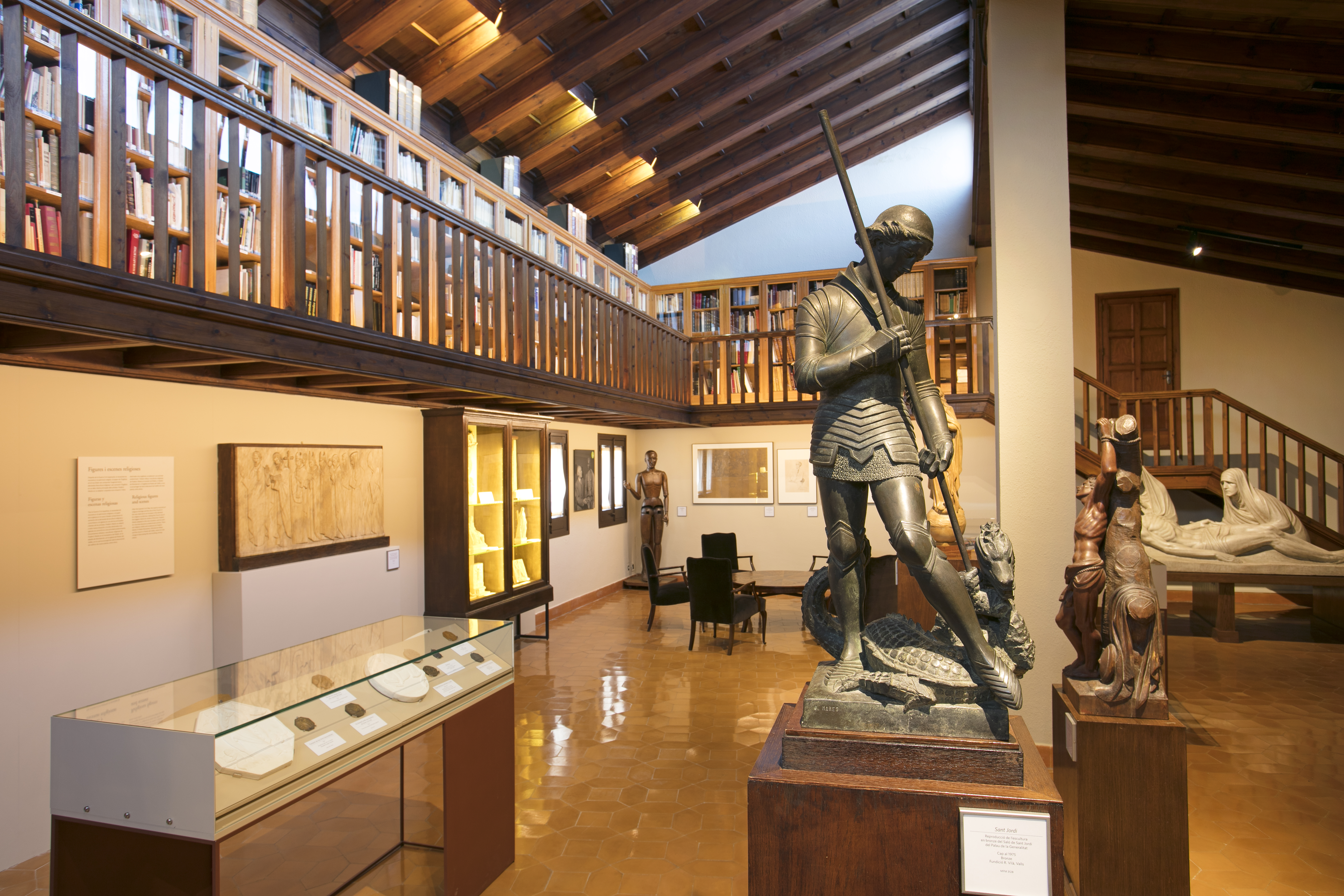
Estudi-biblioteca

L'Estudi-biblioteca de Frederic Marès és un espai situat a la segona planta de l'edifici, que combina l'obra pròpia de l'escultor i col·leccionista amb els seus records personals. Durant molts anys Frederic Marès hi va rebre els seus amics i els visitants distingits, envoltat de les seves obres, la seva biblioteca i les seves pertinences.
L'any 1988 Marès també va donar part de la seva pròpia obra escultòrica i l'any 1996 el museu decidí obrir l'espai per poder oferir al públic la possibilitat de conèixer de més a prop la personalitat del fundador. En certa manera, aquesta sala de reserva recorda el taller de l'artista, que, a més, a l'inici de la construcció del Museu va restar emplaçat també al soterrani de l'edifici.
El 25 de novembre del 2018 es va inaugurar la nova presentació museogràfica de l'Estudi-biblioteca de Frederic Marès dins els actes de commemoració dels 70 anys de la inauguració del museu. Va comportar la renovació del discurs museològic, aportant contingut informatiu sobre l'espai, el personatge i les obres exposades, així com del mobiliari expositiu i la substitució de l'antiga il·luminació per llums LED. La nova presentació ha volgut mantenir la mateixa atmosfera de calidesa, tal com l'havia ideat el propi Frederic Marès, i la singularitat de l'espai.

## Obres destacades en escultura

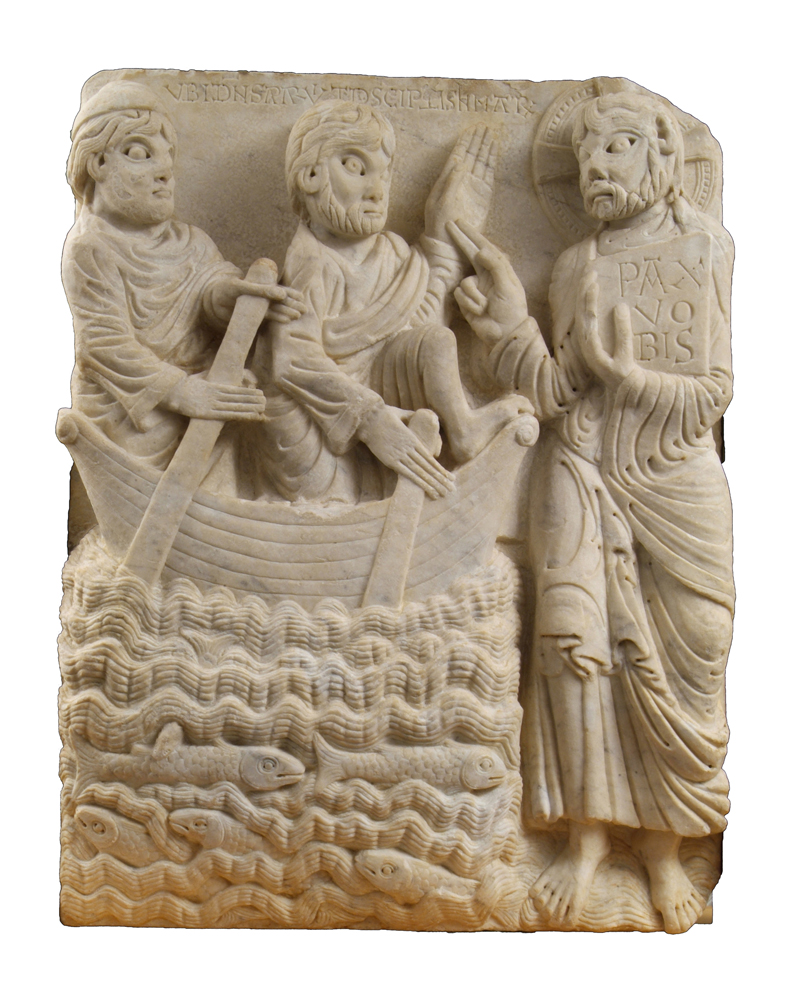
L'aparició de Jesús als seus deixebles en el mar

### Aparició de Jesús als seus deixebles al Mar
Aquest relleu és l'escultura romànica més important del museu. Pertany a la desapareguda portalada occidental de l'església del monestir de Sant Pere de Rodes i és l'obra d'un mestre ignot, de la segona meitat del segle xii, anomenat Mestre de Cabestany. Aquesta obra començà a formar part de la col·lecció del museu a partir d'una donació dels Amics dels Museus de Catalunya el 1960.

### Mare de Déu amb el Nen

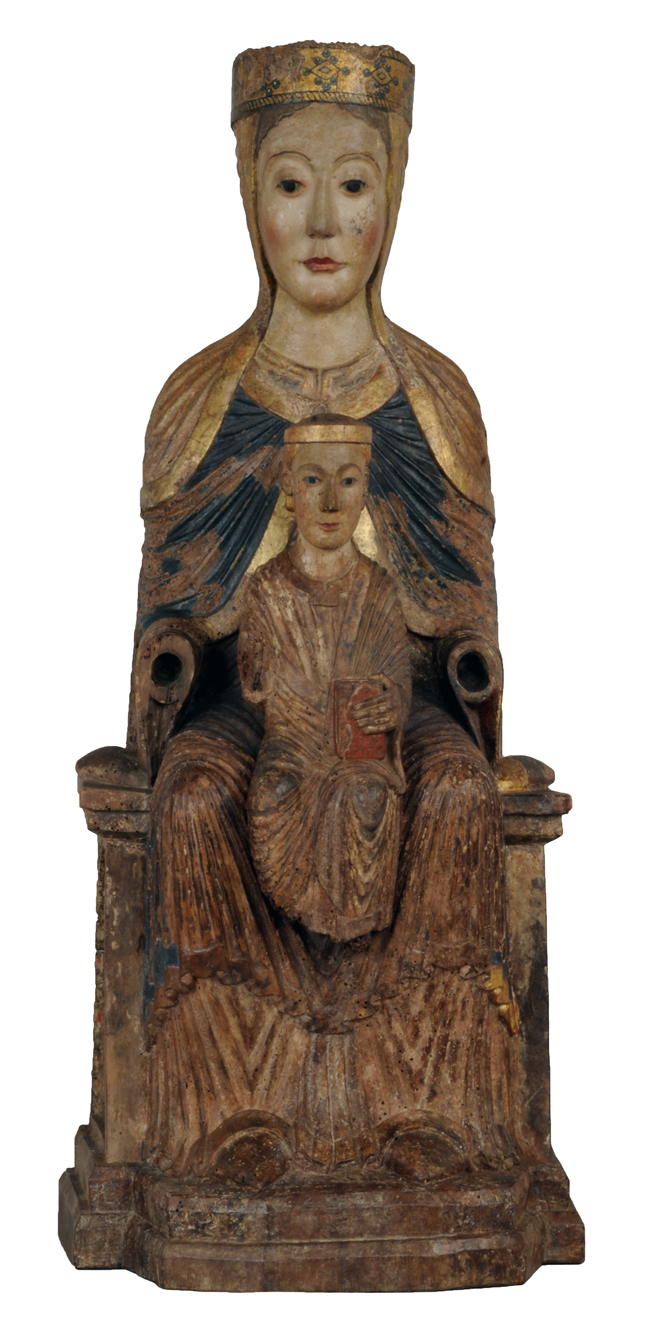
Mare de Déu amb Nen

"Mare de Déu amb Nen" és una talla policromada obra probablement d'un taller de l'illa de França datada de la segona meitat del segle xii. Mare i fill vesteixen túnica i mantell i porten corona, evocació de la idea de la seva reialesa. Hi domina un eix vertical al voltant del qual s'organitza l'escultura, de manera simètrica, des del vel i els cabells de Maria fins a tot el plegat del mantell. Fins a la dècada del 1920, la peça es conservava a l'ermita del barri de San Millán de Puentedura (Burgos), si bé abans havia estat a l'ermita de Santa Marina, situada al camí de Covarrubias.

### Sant Roc. Alonso Berruguete

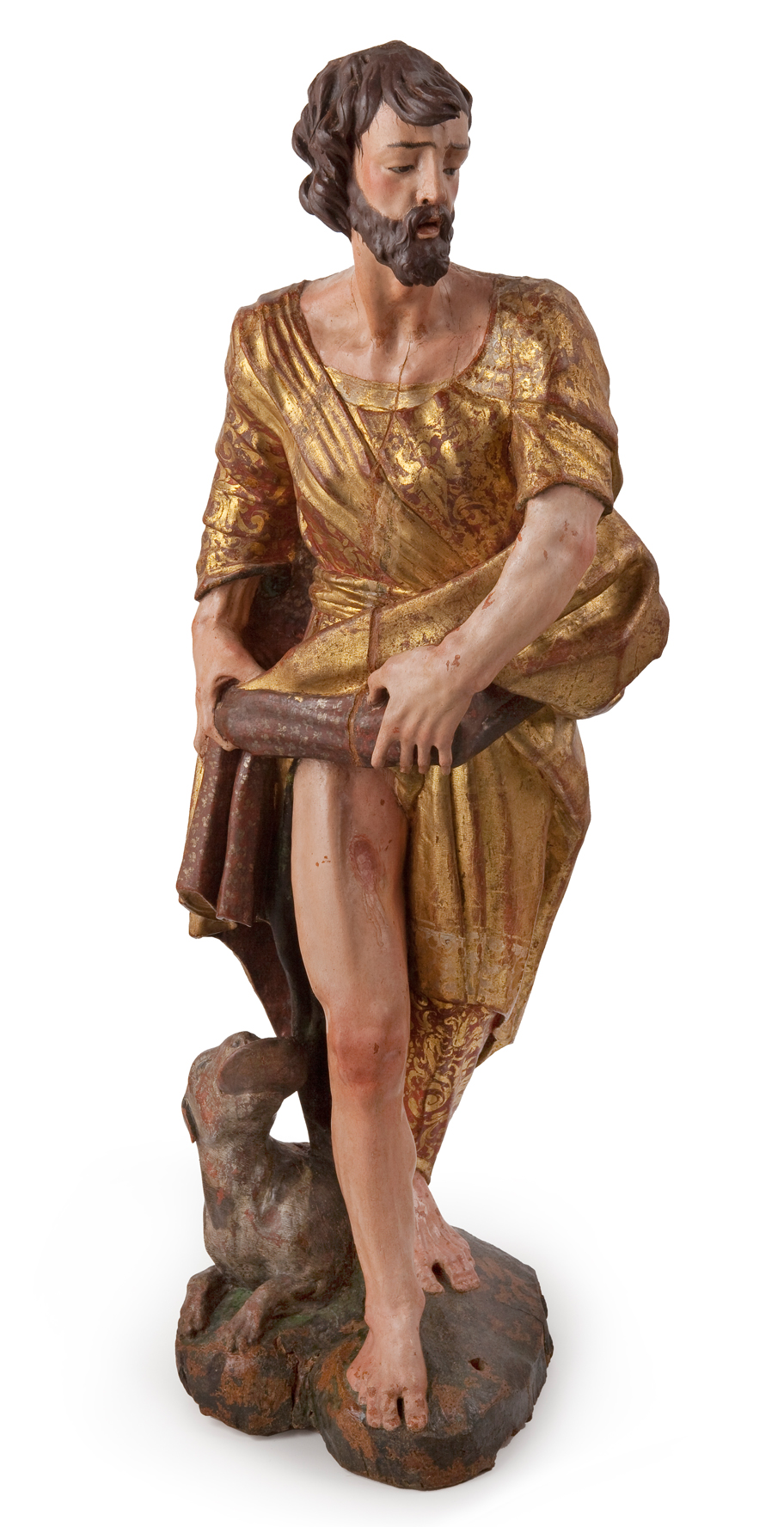
Sant Roc

La imatge representa sant Roc recollint-se el vestit per ensenyar la nafra. Als peus hi ha representat el gos que li ofereix pa, sostenint-lo amb la boca. En aquesta escultura, de gran qualitat, es manifesta el llenguatge artístic de Berruguete, tan personal i particular. La figura, de cànon allargat, gira sobre si mateixa eliminant qualsevol indici de frontalitat. L'anatomia és nerviosa, i el cos està carregat de tensions i moviment.
L'obra s'ha relacionat amb les escultures del retaule major del monestir de San Benito de Valladolid, ara al Museo Nacional de Escultura de la mateixa ciutat.

### Pietat

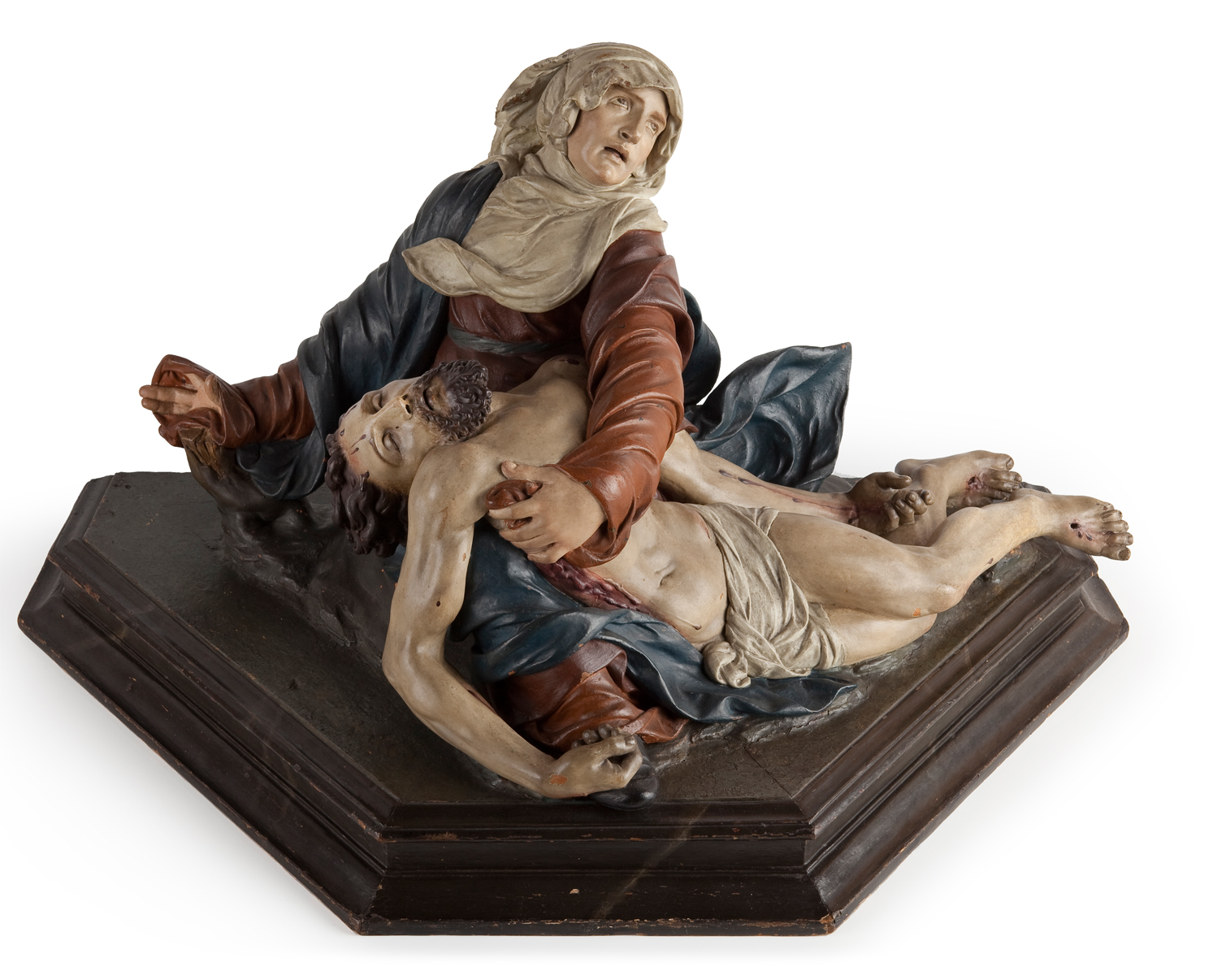
Pietat

Dins de les obres renaixentistes del museu, destaca especialment aquesta Pietat de Juan de Juni, perquè és l'únic museu català en què es pot admirar una obra de l'autor. Aquesta Pietat o Crist mort en braços de la seva mare, de petit format, és una imatge d'oratori, que representa, però, el mateix tema que Juni plasmà en diversos relleus. D'una gran força i sentiment tràgic, és un bon testimoni del domini que l'artista, bon coneixedor de l'anatomia, assolí en la plasmació del moviment i el ritme del cos.

### Sant Pere d'Alcántara. Pedro de Mena

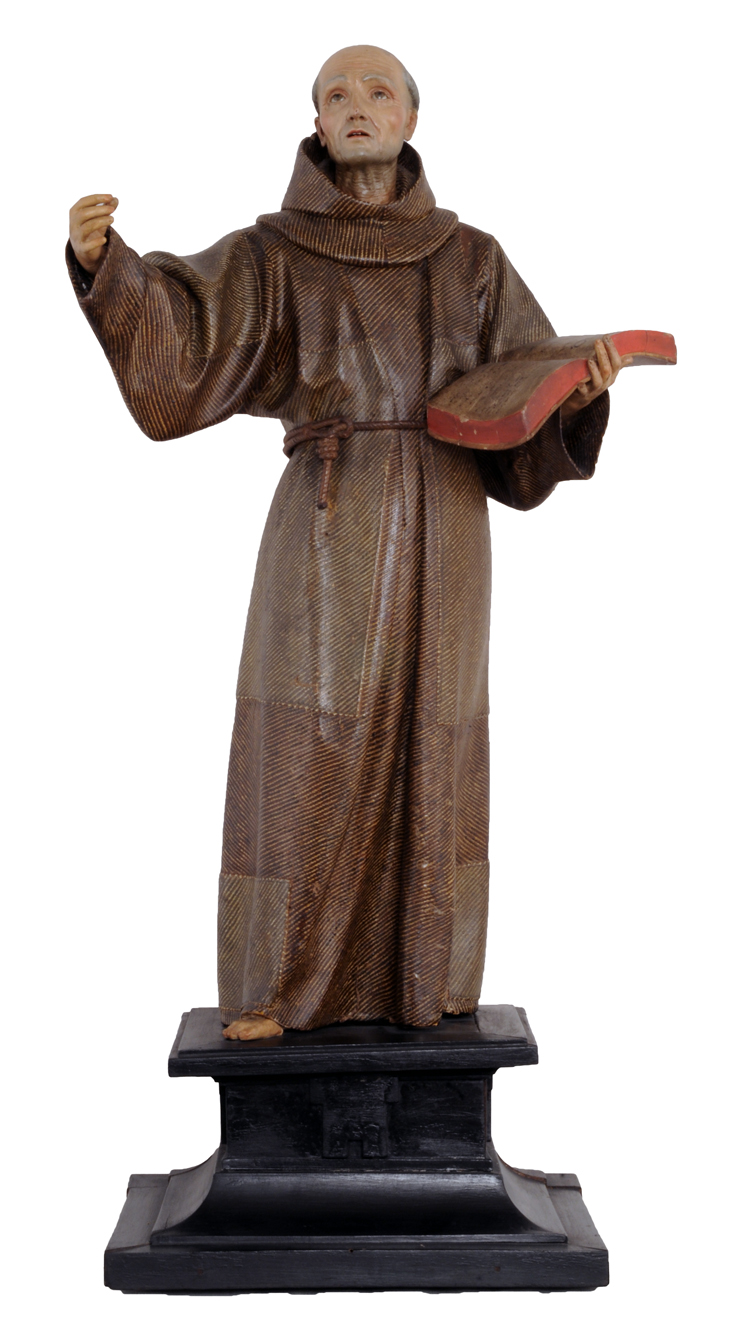
Sant Pere d'Alcàntara (Pedro de Mena).

Sant Pere d'Alcántara, sant franciscà reformador de l'orde, va ser canonitzat l'any 1629 i, al tombant de la segona meitat del segle, va gaudir d'una gran difusió. Pedro de Mena, un dels millors escultors barrocs de l'escola andalusa, va crear aquest encertat model iconogràfic, que va generar una sèrie de la qual han sobreviscut un bon nombre d'escultures, entre les quals es pot situar aquesta obra.